# Буковець-над-Піліцою
Буковець-над-Піліцою (пол. Bukowiec nad Pilicą) — село в Польщі, у гміні Мнішкув Опочинського повіту Лодзинського воєводства.
Населення — 294 особи (2011).
У 1975-1998 роках село належало до Пйотрковського воєводства.

## Демографія
Демографічна структура станом на 31 березня 2011 року:
|          | Загалом | Допрацездатний вік | Працездатний вік | Постпрацездатний вік |
| -------- | ------- | ------------------ | ---------------- | -------------------- |
| Чоловіки | 157     | 30                 | 115              | 12                   |
| Жінки    | 137     | 28                 | 77               | 32                   |
| Разом    | 294     | 58                 | 192              | 44                   |